# Едита Маловчић
Едита Маловчић (рођена 21. јануара 1978), позната под уметничким именом Мадита, аустријска је певачица и глумица бошњачког порекла. Њен отац је бошњачки и југословенски фолк-певач Кемал Маловчић. Мадитина музика се креће од синт-попа, ритма и блуза до џеза.

## Биографија
Едита Маловчић је рођена у Бечу, ћерка је бошњачког и југословенског фолк-певача Кемала Маловчића из првог брака. Мадита је рекла да није била у контакту са својим оцем годинама, и да се сећа оца само по лошем и да "нема добре успомене" о њему.

## Каријера

### Глумачка каријера
Студирала је музикологију и узимала је приватне часове глуме. Године 1999. је глумила у аустријском филму Норданд, који је добио бројне награде. Тема филма је био рат у Босни и Херцеговини. После свог првог успеха играла је у многим филмовима, као што су "Берлин у Немачкој" (2001), "Калтфронт" (2003) и "Четири минута" (2006). Такође је играла у серијама "Инспектор Рекс" и "Медикоптер 117".

### Музичка каријера
Први пут је у 2002. години, певала за дуо dZihan & Камиен и њихов албум Гран Рисерва. Први соло албум Мадита је објавила 2005. године. У децембру 2005. године, албум је пуштен на ајтјунс продавници, где је достигао топ-3 у "електронској листи албума". Месец дана касније, она је достигла на пуно листа у другим земљама. Њен главни "успех преузимања" достигао је број 1. у Великој Британији светског музичког албума ајтјунс. У 2007. години, песма "Ceylon" са овог албума био је приказан на епизоди Оштећења.
У 2008. години издала је други албум, такође у Аустрији. У САД је албум објављен 28. марта 2008. године, он је такође доступан на ајтјунс продавници.

## Лични живот
Мадита има сина (који је рођен 2003).

## Филмографија
- 1999: Нордранд - Тамара
- 2000: Мистерије диска
- 2001: Берлин је у Немачкој - Лудмила
- 2003: Хладан фронт - Сандра
- 2003: Зелари - Мари
- 2005: Само за Моцарта
- 2006: Четири минута - Собарица - дете
- 2021: Quo Vadis, Aida? - Весна

### ТВ серије
- 2000: "Медикоптер 117", "Инспектор Рекс", "Јулија, необична жена"
- 2001: "Истражитељ" "Медикоптер 117", "Инспектор Рекс"
- 2002: "Медикоптер 117", "Инспектор Рекс"
- 2004: "Снажан тим - зуб времена", "Снажан тим - кривица по хијерархији"
- 2005: "Место злочина - снег", "Снажан тим - зуб за зуб"
- 2006: "Зодиак"
- 2007: "Место злочина - прст"
- 2016: "Место злочина - обећана земља"

## Дискографија
- Madita (2005)[6]
- Too (2008)[7]
- Pacemaker (2010)[8]
- Madita Deluxe (2012)[9]